# Hudud al-Alam
El libro Hudud al-'Alam min al mashriq ila-l-Maghrib ( Idioma persa : حدود العالم من المشرق الی المغرب), es decir, Límites del mundo del este al oeste, es un tratado de geografía escrito en persa en el siglo X por un autor desconocido de la Provincia de Jawzjān.

## Contenido
Terminado en el año 982 dC, se dedicó a Abu l-Harith Muhammad bin ʿ Abd-Allah, un principal entre los locales de la dinastía Farīghūnid. Su autor es desconocido, pero Vladimir Minorsky ha conjeturado que podría haber sido escrito por el enigmático Ša yā bin Farīghūn, autor de una enciclopedia y pionero de las ciencias, la Jawāme ʿ al-ʿ Ulum, por un emir de Čaghāniān en la parte superior del Río Amu Daria a mediados siglo X. El Hudud al-'Alam es parte de una obra mayor, que consiste en:
1. Una copia de la Jahan-nama ("Libro del Mundo") por Muhammad ibn Najib Bakran;
2. Un breve pasaje por la música;
3. El hudud al-ʿ Alam;
4. El Jāmi ʿ ʿ al-Ulum ("Collection of Knowledge") por Fahr ad-Din ar-Razi ;

El Hudud al-'Alam contiene información sobre el mundo conocido. El autor habla sobre diferentes países (nāḥiyat), las personas, los idiomas, la ropa, la comida, la religión, los productos locales, pueblos y ciudades, ríos, mares, lagos, islas, estepas, desiertos, la topografía, la política y las dinastías, así como del comercio. El mundo habitado se divide en Asia, Europa y "Libia" (esto es África). El autor cuenta un total de 45 países al norte del ecuador.
El autor nunca visitó personalmente a esos países, sino que fue inspirada y guiada por trabajos anteriores, por ejemplo, al-Istakhri el Libro de los caminos y Provincias ( árabe : كتاب المسالك والممالك - kitâb al-masālik wa l-Mamalik), o por las obras de al-Jayhānī y Ḫurradādhbih Ibn.

## Redescubrimiento y traducción
El ruso orientalista Alexander Tumansky encontró el manuscrito, la única copia conocida de este texto en 1892 en Bukhara. Fue escrito por el cronógrafo persa Abu l-Mu'ayyad ʿ Abd al-Qayyum ibn al-Husain ibn 'Ali al-Farsi en 1258. La edición facsimilar con introducción y el índice fue publicado por W. Barthold en 1930, la edición completamente comentada y traducida al inglés fue hecha por V. Minorsky en 1937, y un texto impreso en persa por M. Sotude en 1961.

## Importancia
Las secciones de su tratado de geografía que describe los márgenes de la ecúmene islámica, son de la mayor importancia histórica. El trabajo también incluye las primeras descripciones de las tribus turcas de Asia Central. También es destacable el lenguaje arcaico y el estilo del Hudud el cual lo hace un valioso documento lingüístico también.

## Lecturas Complementarias
- V. Minorsky (Hrsg.): Hudud al-Alam. Las regiones del mundo: una geografía persa, 372 AH - 982 dC, traducido y explicado por V. Minorsky, con el prefacio de VV Barthold, Londres 1937
- CE Bosworth en: Encyclopaedia of Islam. New Edition, sv hudud AL-ʿ Alam

- Datos: Q583204